# Mordania sena
Mordania sena är en insektsart som beskrevs av Irena Dworakowska 1979. Mordania sena ingår i släktet Mordania och familjen dvärgstritar. Inga underarter finns listade i Catalogue of Life.